# 嶋倉民生
嶋倉 民生（しまくら たみお、1933年9月1日 - 2024年7月2日）は、日本の経済学者。愛知大学名誉教授。中華民国遼寧省金州生まれ。

## 略歴
- 1957年：宇都宮大学農学部農業経済学科卒。
- 1959年：農林省に入る。
- 1964年：官房企画官。
- 1968年：アジア経済研究所在香港海外派遣員。
- 1970年：日中覚書貿易事務所北京連絡所代表。
- 1973年：日中経済協会調査課長。
- 1985年：アジア経済研究所動向分析部長。
- 1986年：愛知大学経済学部教授、現代中国学部教授。
- 2004年：定年退任、名誉教授。
- 2024年：脳梗塞のため死去、92歳[1]。

## 著書
- 『北京日記』日本経済新聞社 1972
- 『中国その国造りの構図』毎日新聞社 1976
- 『鄧小平の中国 所感50題』近代文芸社 1996

### 共編著
- 『日中貿易の展開過程』笹本武治共編 アジア経済研究所 1977
- 『人民公社制度の研究』中兼和津次共編 アジア経済研究所 1980
- 『中国経済の国際化と貿易発展 ’70年代中国の貿易政策を中心に』笹本武治共編 アジア経済研究所 1981
- 『中国経済のディレンマ 新たな模索の始まり』丸山伸郎共著 有斐閣選書 1983
- 『アジアの経済圏シリーズ 2　東北アジア経済圏の胎動 東西接近の新フロンティア』編 アジア経済研究所 1992